# Ибикараи
Ибикараи (порт. Ibicaraí)  —  муниципалитет в Бразилии, входит в штат Баия. Составная часть мезорегиона Юг штата Баия. Входит в экономико-статистический микрорегион Ильеус-Итабуна. Население составляет 27 622 человека на 2006 год. Занимает площадь 217,914 км². Плотность населения — 126,8 чел./км².
Праздник города — 22 октября.

## История
Город основан 22 октября 1952 года.

## Статистика
- Валовой внутренний продукт на 2003 год составляет 49 050 585,00 реалов (данные: Бразильский институт географии и статистики).
- Валовой внутренний продукт на душу населения на 2003 год составляет 1739,94 реалов (данные: Бразильский институт географии и статистики).
- Индекс развития человеческого потенциала на 2000 год составляет 0,634 (данные: Программа развития ООН).

## География
Климат местности: тропический гумидный.